# Diamond Dreamer
Diamond Dreamer is een muziekalbum van de Nederlandse heavymetalband Picture uit juli 1982. Zanger op dit album is de in 2020 overleden Shmoulik Avigal.
In veel andere landen is de lp uitgebracht onder de titel Nighthunter.

## Nummers
1. Lady Lightning (3:53)
2. Night Hunter (3:24)
3. Hot Lovin' (4:45)
4. Diamond Dreamer (3:51)
5. Message from Hell (3:24)
6. You're all alone (3:51)
7. Lousy Lady (3:21)
8. The Hangman (3:15)
9. Get me Rock and roll (3:37)
10. You're touching me (5:20)